# Andriej Kuźmienko
Andriej Aleksandrowicz Kuźmienko, ros. Андрей Александрович Кузьменко (ur. 4 lutego 1996 w Jakucku) – rosyjski hokeista, reprezentant Rosji.

## Kariera
- Krasnaja Armija Moskwa (2012-2017)
- Zwiezda Czechow (2015-2018)
- CSKA Moskwa (2014-2018)
- SKA Sankt Petersburg (2018-2022)
- Vancouver Canucks (2022-)

Wychowanek klubu Biełyje Miedwiedi Moskwa. Karierę rozwijał w CSKA Moskwa i jemu podległych zespołach w rozgrywkach juniorskich MHL oraz seniorskich WHL. W 2013 w KHL Junior Draft został wybrany przez tenże klub z numerem 45. Przez pięć sezonów grał w juniorskich rozgrywkach MHL. W barwach CSKA zadebiutował także w seniorskich rozgrywkach KHL w sezonie KHL (2014/2015). Wiosną 2017 przedłużył kontrakt z CSKA o trzy lata. W sierpniu 2018 został przetransferowany do SKA Sankt Petersburg w toku wymiany za Siergieja Kalinina. W czerwcu 2022 ogłoszono podpisanie przez niego dwuletniego kontraktu z kanadyjskim klubem w NHL.
W barwach juniorskich kadr Rosji uczestniczył w turniejach mistrzostw świata do lat 17 edycji 2013 oraz mistrzostw świata juniorów do lat 20 edycji 2016. W barwach reprezentacji seniorskiej zadebiutował w sezonie 2017/2018 i występował w kolejnych latach. W składzie reprezentacji Rosyjskiego Komitetu Olimpijskiego (ang. ROC) brał udział w turnieju MŚ edycji 2021.

## Sukcesy
Reprezentacyjne
- Srebrny medal olimpijskiego festiwalu młodzieży Europy: 2013
- Srebrny medal mistrzostw świata juniorów do lat 17: 2013
- Srebrny medal World Junior A Challenge: 2014
- Srebrny medal mistrzostw świata juniorów do lat 20: 2016

Klubowe
- Srebrny medal MHL: 2014 z Krasnają Armiją Moskwa
- Złoty medal MHL /  Puchar Charłamowa: 2017 z Krasnają Armiją Moskwa
- Pierwsze miejsce w Dywizji Tarasowa w sezonie zasadniczym: 2015, 2016, 2017, 2018 z CSKA Moskwa
- Pierwsze miejsce w Konferencji Zachód w sezonie zasadniczym: 2015, 2016, 2017 z CSKA Moskwa
- Puchar Kontynentu: 2015, 2016, 2017 z CSKA Moskwa
- Złoty medal mistrzostw Rosji: 2015 z CSKA Moskwa
- Puchar Otwarcia: 2015 z CSKA Moskwa, 2018 ze SKA Sankt Petersburg
- Srebrny medal mistrzostw Rosji: 2016, 2018 z CSKA Moskwa
- Finał KHL o Puchar Gagarina: 2016, 2018 z CSKA Moskwa
- Puchar Gagarina: 2019
- Brązowy medal mistrzostw Rosji: 2019 ze SKA Sankt Petersburg
- Srebrny medal mistrzostw Rosji: 2020 ze SKA Sankt Petersburg

Indywidualne
- KHL (2014/2015): najlepszy pierwszoroczniak tygodnia – 16 listopada 2014
- MHL (2014/2015):
  - Szóste miejsce w klasyfikacji asystentów w fazie play-off: 10 asyst[5]
  - Dziesiąte miejsce w klasyfikacji kanadyjskiej w fazie play-off: 14 punktów[6]
- Wysszaja Chokkiejnaja Liga (2016/2017): najlepszy napastnik miesiąca – listopad 2017
- MHL (2016/2017):
  - Drugie miejsce w klasyfikacji strzelców w fazie play-off: 11 goli[7]
    - Pierwsze miejsce w klasyfikacji strzelców zwycięskich goli w fazie play-off: 4 gole[8]

  - Trzecie miejsce w klasyfikacji asystentów w fazie play-off: 13 asyst[9]
  - Pierwsze miejsce w klasyfikacji kanadyjskiej w fazie play-off: 24 punkty[10]
  - Szóste miejsce w klasyfikacji +/- w fazie play-off: +11[11]
  - Najbardziej Wartościowy Zawodnik (MVP) w fazie play-off
- KHL (2017/2018): najlepszy napastnik tygodnia – 20 listopada 2017[12]
- KHL (2021/2022):
  - Najlepszy napastnik miesiąca - grudzień 2021[13]
  - Czwarte miejsce w klasyfikacji asystentów w sezonie zasadniczym: 33 asysty
  - Drugie miejsce w punktacji kanadyjskiej w sezonie zasadniczym: 53 punkty
  - Najlepszy napastnik etapu - ćwierćfinały konferencji[14]
  - Złoty Kask (przyznawany sześciu zawodnikom wybranym do składu gwiazd sezonu)[15][16]